# David Sagastume
David Sagastume Balsategui (Vitoria, 22 de abril de 1972) es un contratenor y violonchelista vasco.

## Biografía
David Sagastume Balsategui nació en Vitoria en 1972. Cursa los estudios de bachillerato en el Instituto Federico Baraibar de Vitoria. Su formación musical está ligada al Conservatorio Jesús Guridi de Vitoria, donde estudió violonchelo y obtuvo el Premio extraordinario de la especialidad al finalizar el grado superior; también estudió clave y viola de gamba, música de cámara, armonía y composición. Algunos de sus profesores durante ese periodo fueron Gabriel Negoescu y François Monciero.

## Trayectoria
Compagina sus estudios con intervenciones como instrumentista miembro del Conjunto Instrumental “Jesús Guridi” fundamentalmente dedicado a la interpretación de música de los siglos XX y XXI. Durante varios años ha pertenecido a la Joven Orquesta de Euskalerria EGO, y colaborado con regularidad con la Orquesta Sinfónica de Euskadi. Como tal ha actuado en festivales como la Quincena Musical Donostiarra o Musikaste de Rentería.
Completa su formación instrumental con la asistencia a diversos cursos internacionales, recibiendo consejos de profesores como Sigfried Palm, Laurentius Sbarcia, Radu Aldulescu y Hanno Simons. Ha asistido a clases de música de cámara con los profesores Juan José Mena y José Luis Estelles
Paralelamente, empieza a trabajar como contratenor con la profesora Isabel Álvarez; estudios que continuó con R. Levitt y Carlos Mena. Ha actuado de forma habitual con la Capella Reial de Catalunya, bajo la dirección de Jordi Savall, participando en diversas producciones como Vespro de la Beata Virgine de Claudio Monteverdi o la Misa en Si menor de J.S. Bach. Ha actuado en diversos festivales y salas de concierto alrededor del mundo como el Festival Internacional de Flandes, el de Fontevraud, Quincena Musical de San Sebastián, Semana de Música Religiosa de Cuenca, Semana de Música Antigua de Álava, Styriarte de Graz, Berkeley Festival, Festival internacional de música de Cartagena de Indias, Misteria Paschalia, Sydney Opera House, Concertgebouw, de Ámsterdam, Walt Disney Concert Hall en Los Ángeles, Konzerthaus de Viena o el Palacio de Versalles. Participó en la producción realizada por Herbert Wernicke, de la ópera “Giulio Cesare” de Haendel, dirigida por Andreas Spering en La Maestranza de Sevilla.
Durante largo tiempo ha cantado como solista con grupos como Los Ministriles de Marsias, la Orquesta Barroca de Salamanca, la Orquesta Barroca de Sevilla, la Orquesta Ciudad de Granada, la Orquesta Filarmónica de Málaga, la Orquesta de Cámara Prusiana o The Orchestra of the Age of Enlightenment, Concert Français, Café Zimmermann y Netherlands Bach Society bajo la dirección de Gustav Leonhardt. También actúa de forma habitual con La Grande Chapelle, Les Sacqueboutiers de Toulouse y el Ensemble Gilles Binchois.

Ha realizado multitud de grabaciones tanto en grupo como de solista entre las que cabe destacar: la Missa Sine Nomine de Johannes de Antxieta, Missa Salisburgensis de Biber, la Agenda Defunctorum de Juan Vásquez, la misa Puer natus est de F. Guerrero, Ensaladas de Mateo Flecha, el CD “Serpiente venenosa”, con la Orquesta Barroca de Sevilla y otras, además de otras varias realizadas para diferentes radios europeas (Radio France,R2…).
Participa asiduamente en las grabaciones de Alia Vox en los últimos años, tomando parte en el primer disco editado por dicha compañía en su sello Alia Vox Diversa como miembro de Euskal Barrokensemble.
Es miembro fundador del grupo Intonationes especializado fundamentalmente en la interpretación del repertorio polifónico hispano de los siglos XVI y XVII. Como director de esta formación ha realizado el trabajo de recuperación y transcripción de un Magnificat que se creía incompleto del músico vasco Johanes de Antxieta, ampliando el catálogo extraordinariamente exiguo (16 obras con la recién descubierta) de unos de los músicos más importantes del siglo XV hispano.

## Discografía
- Juan Vásquez, Agenda Defunctorum Intérprete: Capilla Peñaflorida (1998)
- Misa "Puer natus est":  canciones y Villanescas Espirituales de Francisco Guerrero, Intérprete: Capilla Peñaflorida (1999, Junta de Andalucía)
- Missa Bruxellensis XXIII Vocum, Heinrich Ignaz Franz Von Biber - Le Concert Des Nations, La Capella Reial De Catalunya, Jordi Savall (1999, Alia Vox) (AVO9808 02)
- Ensaladas, Mateo Flecha (2000, Auvidis)
- L'Orfeo, Monteverdi, Le Concert Des Nations, La Capella Reial De Catalunya, Jordi Savall (2002, Opus Arte) (OA 0843 D)
- Miserere, Pedro Rabassa (2002, Almaviva)
- Missa Sine Nomine - Salve Regina, Juan de Anchieta, Capilla Peñaflorida, Ministriles De Marsias, Josep Cabré (2003, Naxos)
- Homenatge Al Misteri D'Elx • La Vespra (Drama Sagrat Per La Festa De L'Assumpció De La Verge), M. Figueras, A. Savall, La Capella Reial de Catalunya, Jordi Savall (2004, Alia Vox) (AV9836)
- Christophorus Columbus - Lost Paradises, Jordi Savall & Montserrat Figueras (2006, Alia Vox)
- La Spagna: Felipe I El Hermoso Mecenas De La Música Europea, Camerata Iberia, Juan Carlos de Mulder (2006, Openmusic)(BS 059 CD)
- Francisco Javier : la ruta de Oriente = the route to the Orient = la route de l'Orient, Jordi Savall (2007, Alia Vox)
- Serpiente Venenosa (Música En Las Catedrales De Málaga Y Sevilla En El Siglo XVIII) (2007, Almaviva – DS-0150)
- El Fuego, Les Sacqueboutiers (2007, Ambroisie) (AM 129)
- Jérusalem - La Ville Des Deux Paix : La Paix Céleste Et La Paix Terrestre, Jordi Savall, La Capella Reial De Catalunya, Hespèrion XXI, Montserrat Figueras (2008, Alia Vox) (AVSA 9863 A+B)
- Le Royaume Oublié - La Croisade Contre Les Albigeois - La Tragédie Cathare, La Capella Reial De Catalunya, Hespèrion XXI, Jordi Savall, Montserrat Figueras, Pascal Bertin, Lluís Vilamajó, Marc Mauillon, Furio Zanasi (2009, Alia Vox) (AVSA9873 A/C)
- Dinastia Borgia · Chiesa E Potere Nel Rinascimento, Jordi Savall, La Capella Reial De Catalunya, Hespèrion XXI, Montserrat Figueras, Pascal Bertin, Lluís Vilamajó, Marc Mauillon, Furio Zanasi, Daniele Carnovich (2010, Alia Vox) (AVSA 9875A/C)
- El Nuevo Mundo - Folías Criollas, Montserrat Figueras, Tembembe Ensamble Continuo, La Capella Reial De Catalunya, Hespèrion XXI, Jordi Savall (2010, Alia Vox) (AVSA 9876)
- Hispania & Japan (Dialogues), Montserrat Figueras, Prabhu Edouard, Ken Zuckerman, Masako Hirao, Hiroyuki Koinuma, Ichiro Seki, Yukio Tanaka, La Capella Reial De Catalunya, Hespèrion XXI, Jordi Savall (2011, Alia Vox) (AVSA 9883)
- Messe En Si Mineur BWV 232, J.S. Bach - C. Scheen, Y. Arias, M. Sakurad*, S. Macleod, La Capella Reial De Catalunya, Le Concert Des Nations, Jordi Savall (2012, Alia Vox) (AVDVD 9896 A/D)
- Jeanne D'Arc. Batailles & Prisons, Montserrat Figueras, Louise Moaty, René Zosso, Manuel Weber, La Capella Reial De Catalunya, Hespèrion XXI, Jordi Savall (2012, Alia Vox) (AVSA9891A+B)
- Erasme - Eloge de la folie, Jordi Savall (2012, Alia Vox)
- Magnificat & Concerti, Antonio Vivaldi, Johann Sebastian Bach, La Capella Reial de Catalunya, Le Concert des Nations, Pierre Hantaï,  Jordi Savall (2014, Alia Vox) (AVSA9909D)
- Pasaporte Al Cielo, Eduardo Moreno (2014, Rara Avis)
- El fuego, Les Saqueboutiers de Toulouse (2015, Naïve)
- Euskel Antiqva (Le Legs Musical Du Pays Basque), Euskal Barrokensemble, Enrike Solinís (2015, Alia Vox) (AV9910)
- Guerre & Paix (1614 - 1714), H. Bayodi-Hirt, M.B. Kielland, P. Bertin, D. Guillon, N. Mulroy, Ll. Vilamajó, S. MacLeod, Ch. Immler, D. Carnovich, La Capella Reial De Catalunya, Le Concert Des Nations, Hespèrion XXI, Jordi Savall (2015, Alia Vox) (AVSA9908)
- L'Orfeo, Monteverdi, Jordi Savall (2015, Alia Vox) (AVSA9911)
- Ramon Llull, temps de conquestes, de diàleg i desconhort, Jordi Savall (2016, Alia Vox)
- Dixit Dominus, Vivaldi, Mozart, Handel, M. Mathéu, H. Bayodi-Hirt, A. Roth-Costanzo, M. Sakurada, F. Zanasi, La Capella Reial De Catalunya, Le Concert Des Nations, Jordi Savall (2016, Alia Vox) (AVOSA9918 02)
- Llibre Vermell De Montserrat (Cants I Danses En Honor De La Verge Negra Del Monestir De Montserrat (S. XIV)), La Capella Reial de Catalunya, Hespèrion XXI, Jordi Savall (2016, Alia Vox) (AVSA9919)
- Granada 1013 - 1502, Waed Bouhassoun, Lior Elmaleh, Driss El Maloumi, Hespèrion XXI, La Capella Reial De Catalunya, Jordi Savall (2016, Alia Vox)(AVSA9915)
- Nell Tempo Di Lorenzo De’ Medici And Maximilian I, 1450 – 1519, Henricus Isaac, Hespèrion XXI, La Capella Reial de Catalunya, Jordi Savall (2017, Alia Vox) (AVSA9922)
- In Excelsis Deo - Au Temps De La Guerre De Succession D'Espagne 1701-1714, La Capella Reial De Catalunya, Le Concert Des Nations, Jordi Savall (2017, Alia Vox)(AVSA9924)
- The Routes of Slavery, Jordi Savall (2017, Alia Vox)
- Lisbon Under Ashes, A Corte Musical (2017, Pan Classics)
- Venezia Millenaria (700-1797), Hespèrion XXI, Panagiotis Neochoritis, La Capella Reial De Catalunya, Le Concert Des nations, Jordi Savall (2018, Alia Vox) (AVOSA9925 02)
- Obra Vocal En Latin, Antonio Soler, La Grande Chapelle, Albert Recasens (2018, Lauda) (LAU 018)
- Juan Sebastian Elkano - Il Primo Viaggio Intorno Al Mondo, Euskal Barrokensemble, Enrike Solinís (2019, Alia Vox)